# Johan Slein
Johan Slein, Schlein, var en konterfejare, verksam under 1600-talets senare del.
Sleins tjänster togs i anspråk av Magnus Gabriel De la Gardies från 1666 för att utföra porträttkopior av porträtten på Makalös för att dessa även skulle kunna placeras på Läckö slott. Fram till 1678 kan man följa hans arbete och man vet att han då utförde ett par nya konterfejer av Köpken och Schlein som flyttades från Karlberg till Kägleholm. Hans huvudsakliga konstproduktion består av en massproduktion av porträtt för De la Gardies slott Läckö, Karlberg, Kägeholm, Makalös och Venngarn. Det är även troligt att han utförde de två regentporträtt som De la Gardie skänkte till Uppsala akademi 1668 samt ett dekorativt takmåleri på Karlbergs slott. 